# Municipio de Maple Grove (condado de Manistee)
El municipio de Maple Grove (en inglés: Maple Grove Township) es un municipio ubicado en el condado de Manistee en el estado estadounidense de Míchigan. En el año 2020 tenía una población de 1342 habitantes y una densidad poblacional de 14,5 personas por km².

## Geografía
El municipio de Maple Grove se encuentra ubicado en las coordenadas 44°23′14″N 85°59′52″O / 44.38722, -85.99778. Según la Oficina del Censo de los Estados Unidos, el municipio tiene una superficie total de 92.67 km², de la cual 92,11 km² corresponden a tierra firme y (0,6 %) 0,56 km² es agua.

## Demografía
Según el censo de 2010, había 1316 personas residiendo en el municipio de Maple Grove. La densidad de población era de 14,2 hab./km². De los 1316 habitantes, el municipio de Maple Grove estaba compuesto por el 95,14 % blancos, el 0,08 % eran afroamericanos, el 1,6 % eran amerindios, el 0,23 % eran asiáticos, el 0,99 % eran de otras razas y el 1,98 % eran de una mezcla de razas. Del total de la población el 3,5 % eran hispanos o latinos de cualquier raza.